# Bánica
San Francisco de Bánica ou simplesmente Bánica, é uma cidade da República Dominicana pertencente à província de Elías Piña.
Sua população estimada em 2012 era de 7 856 habitantes.